# Bayrak, Çermik
Bayrak là một xã thuộc huyện Çermik, tỉnh Diyarbakır, Thổ Nhĩ Kỳ. Dân số thời điểm năm 2008 là 204 người.